# Reiterdenkmal (Windhoek)
Das Reiterdenkmal (auch Südwester Reiter bzw. Reiter von Südwest) ist ein Reiterstandbild in Windhoek. Es wurde am 27. Januar 1912 eingeweiht und soll an die Kolonialkriege des deutschen Kaiserreichs gegen die Herero und Nama von 1903 bis 1907 in Deutsch-Südwestafrika erinnern.
Von seiner Einweihung 1912 bis zu seinem ersten Abbau 2009 stand es an dem Standort, an dem später das Unabhängigkeits-Gedenkmuseum errichtet wurde. Von seiner Wiedererrichtung am 14. November 2010 bis zu seinem Abbau am 25. Dezember 2013 stand es vor der Alten Feste an der Robert Mugabe Avenue (früher Leutweinstraße). 

## Beschreibung

### Überblick
Der Errichtung eines Denkmals für die deutschen Kolonialtruppen im damaligen Südwestafrika ging ein Wettbewerb unter Bildhauern voraus. Mindestens vier Entwürfe wurden einer Kommission eingereicht, darunter befanden sich Modelle von Hans Weddo von Glümer, Otto Riesch und Adolf Kürle. Das Standbild von Kürle musste in einem zweiten Entwurf noch einmal überarbeitet werden und kam dann unter dem Arbeitstitel Reiter von Südwest zur Ausführung.
Das Bronze-Reiterdenkmal von Adolf Kürle zeigt einen überlebensgroßen Schutztruppenreiter in Uniform. In seiner linken Hand hält er die Zügel seines ruhig dastehenden Pferdes, mit der Rechten umgreift er ein Gewehr, das er auf seinem Oberschenkel abstützt. Der bronzene Reiter steht auf einem Sockel aus unbehauenen Granitblöcken. Die Statue ist 4,5 Meter hoch, die Gesamthöhe betrug 9,5 Meter. In der Vorderseite des Sockels ist eine Widmungstafel eingelassen, die die Opfer der Kolonialkriege auf deutscher Seite aufzählt.

### Inschrift der Widmungstafel

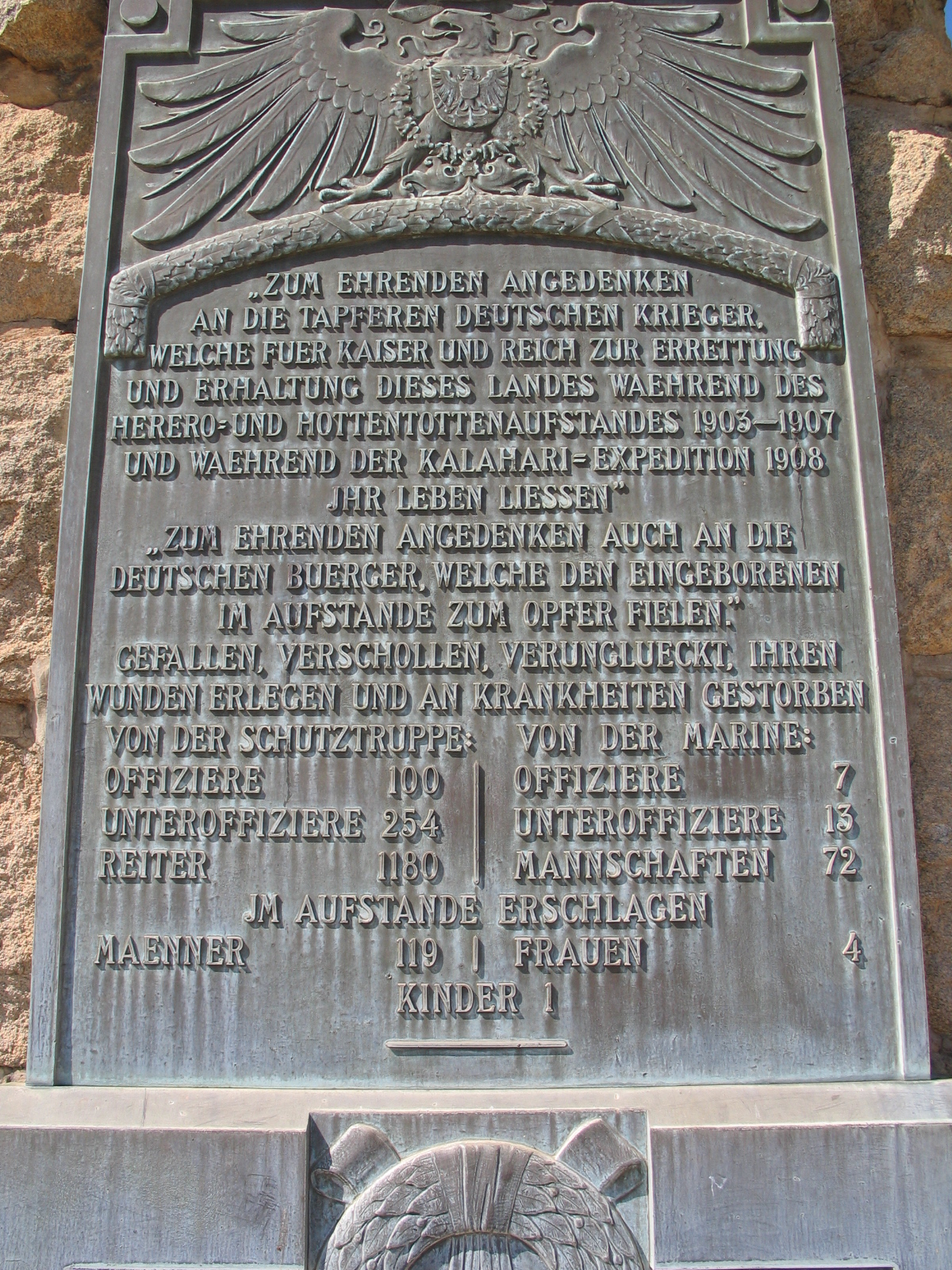
Inschrift der Widmungstafel

„Zum ehrenden Angedenken an die tapferen deutschen Krieger, welche fuer Kaiser und Reich zur Errettung und Erhaltung dieses Landes waehrend des Herero- und Hottentottenaufstandes 1903 bis 1907 und waehrend der Kalahari-Expedition 1908 ihr Leben ließen. Zum ehrenden Andenken auch an die deutschen Buerger, welche den Eingeborenen im Aufstande zum Opfer fielen. Gefallen, Verschollen, verunglueckt, ihren Wunden erlegen und an Krankheiten gestorben, von der Schutztruppe: Offiziere 100, Unteroffiziere 254, Reiter 1180, von der Marine: Offiziere 7, Unteroffiziere 13, Mannschaften 72, im Aufstande erschlagen: Maenner 119, Frauen 4, Kinder 1.“

## Geschichte

### Rezeption
Generell war das Denkmal in kontroverser Betrachtung und Diskussion, da es als Sinnbild der deutschen Kolonialzeit angesehen wird. So wurde es in der Vergangenheit mehrfach Ziel von Aktionen wie dem Anbringen einer Namibiaflagge.

### Umzug 2009
Das Monument wurde am 20. August 2009 abgebaut, weil an dieser historischen Stelle der Neubau des namibischen Unabhängigkeitsmuseums entsteht. Das Denkmal sollte abgerissen und vernichtet werden, obwohl es zu dem Zeitpunkt den rechtlichen Status eines Nationaldenkmals hatte. Der Deutsche Kulturrat hat daraufhin einen Umzug auf eigene Faust initiiert und organisiert. Die Verschiebung war dennoch umstritten. So haben sich bei einer Umfrage unter 1427 Farbigen. 87 % gegen den Umzug und für den Verbleib des Denkmals ausgesprochen. Der Umzug hat insgesamt N$ 773.000 an Sach- und Geldwerten gekostet.
An seinem neuen Standort, 100 Meter weiter südlich vor dem Haupteingang der Alten Feste, wurde das Reiterdenkmal am 14. November 2010 wieder eingeweiht.

### Erneuter Umzug/Abriss 2013

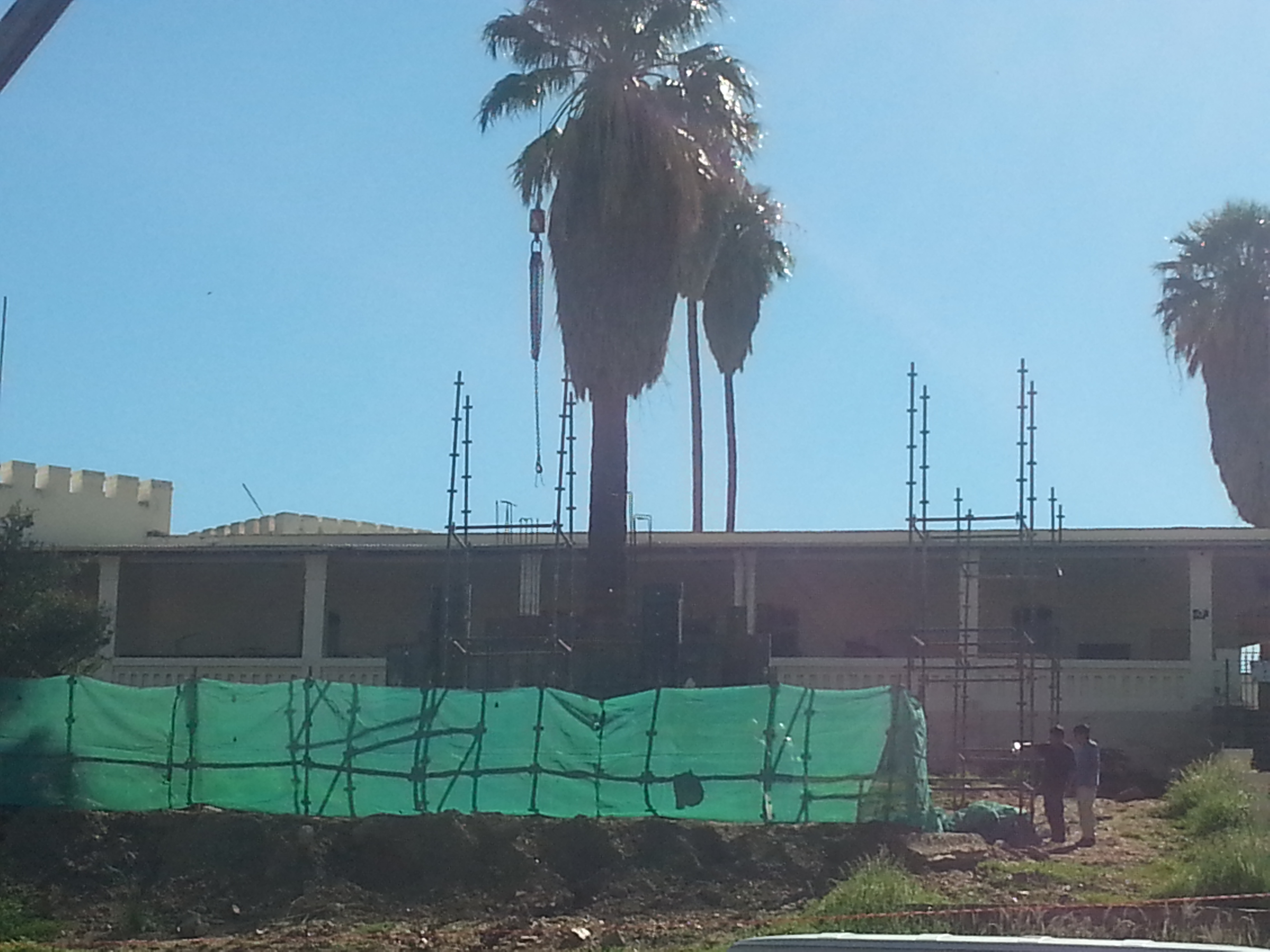
Errichtung einer neuen Statue am zweiten Standort des Reiterdenkmals (Februar 2014)

Aus Anlass des Heldentages am 26. August 2013 hat Staatspräsident Pohamba den endgültigen Abbau des Reiterdenkmals empfohlen. Da am jetzigen Standort des Reiterdenkmals zwei Statuen durch das nordkoreanische Bauunternehmen Mansudae Overseas Projects aufgestellt wurden, musste das Reiterdenkmal erneut versetzt werden.
Das Standbild wurde unter strengen Sicherheitsmaßnahmen am Abend des 25. Dezember 2013 wieder abgebaut und anschließend in den abgeriegelten Hof der Alten Feste transportiert. Dort sollte es in einer Ecke auf einer Betonfläche aufgestellt werden. Der Sockel wurde in den folgenden Tagen zerstört, die Gedenktafel durch schweres Gerät beschädigt und ebenfalls in den Innenhof verbracht. Innerhalb der Einspruchsfrist zur Aberkennung des Status als Nationaldenkmal gingen mindestens 2200 Einsprüche beim namibischen Denkmalrat ein. Während der Wunsch nach einer erneuten Versetzung auch bei Kritikern auf Verständnis traf, löste die überraschende nächtliche Aktion unter großem Polizeiaufgebot Empörung aus.
Am 1. September 2014 bestätigte der  Namibische Denkmalrat den Neuaufbau in der Alten Feste als einfaches Museumsstück (ohne Tafel und ohne Podest).

### Deproklamierung 2014
Der namibische Denkmalrat teilte am 20. Dezember 2014 per Anzeige in zwei Tageszeitungen seinen Vorschlag mit, dem Reiter den Status eines nationalen Denkmals (proklamiert am 2. Januar 1969) abzuerkennen. Diese Aberkennung wurde am 31. Juli 2014 bekannt gegeben. Am letzten Standort wurde Anfang März 2014 ein neuer Sockel mit den Statuen zweier Personen errichtet, die an den Kolonialkrieg erinnern sollen.

## Galerie

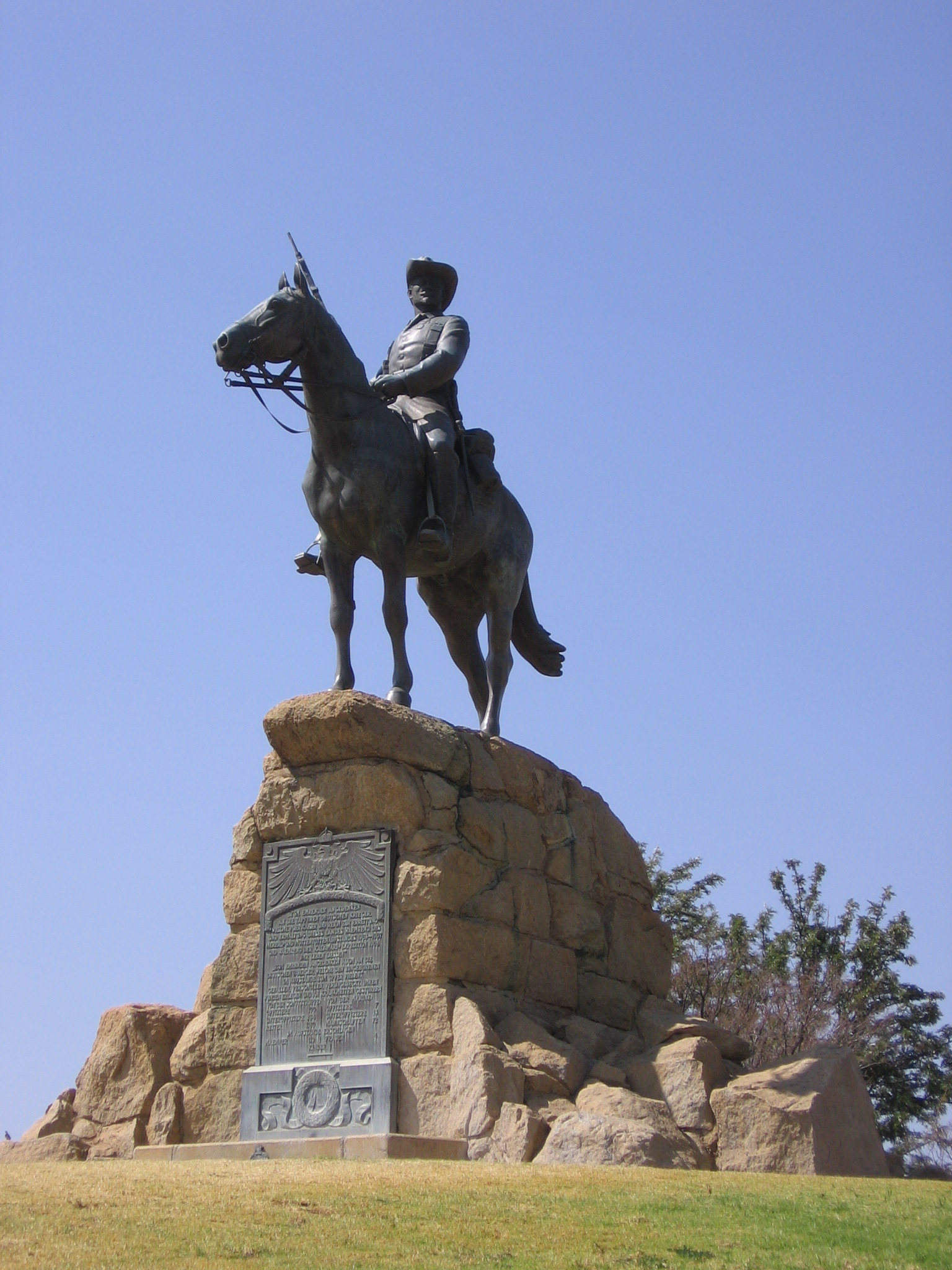
Denkmal am Originalstandort
Reiterdenkmal vor der Alten Feste
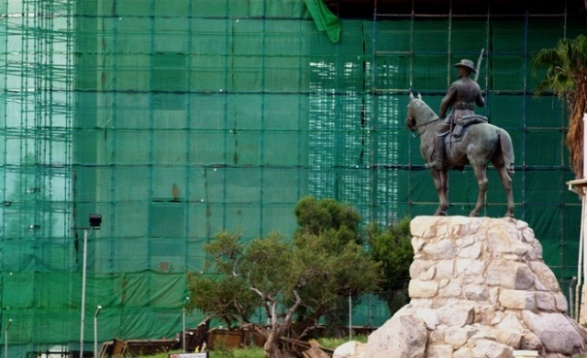
Reiterdenkmal mit Unabhängigkeits-Gedenkmuseum (im Bau) an seinem ursprünglichen Standort
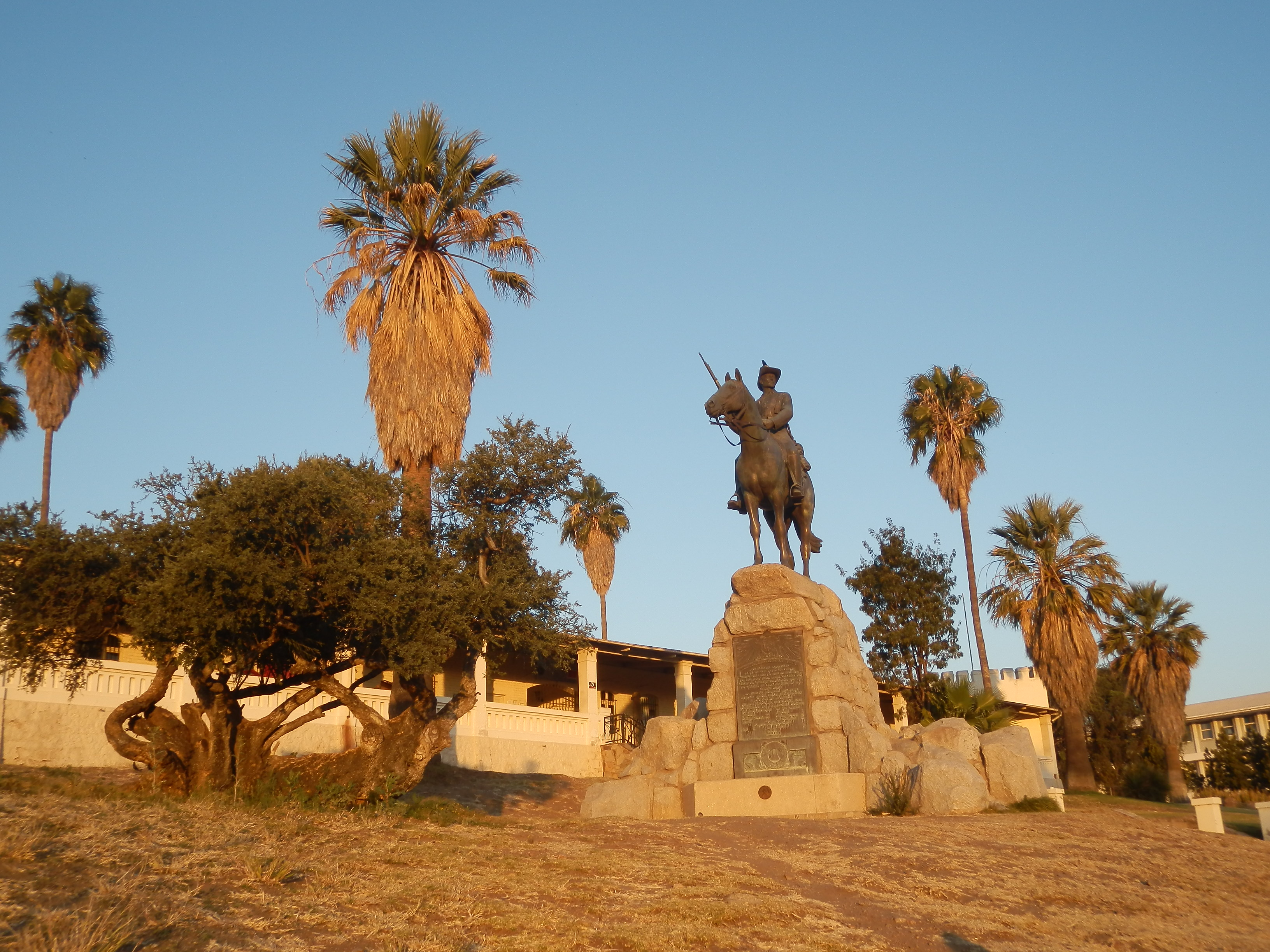
Reiterdenkmal an seinem neuen Standort (2012)
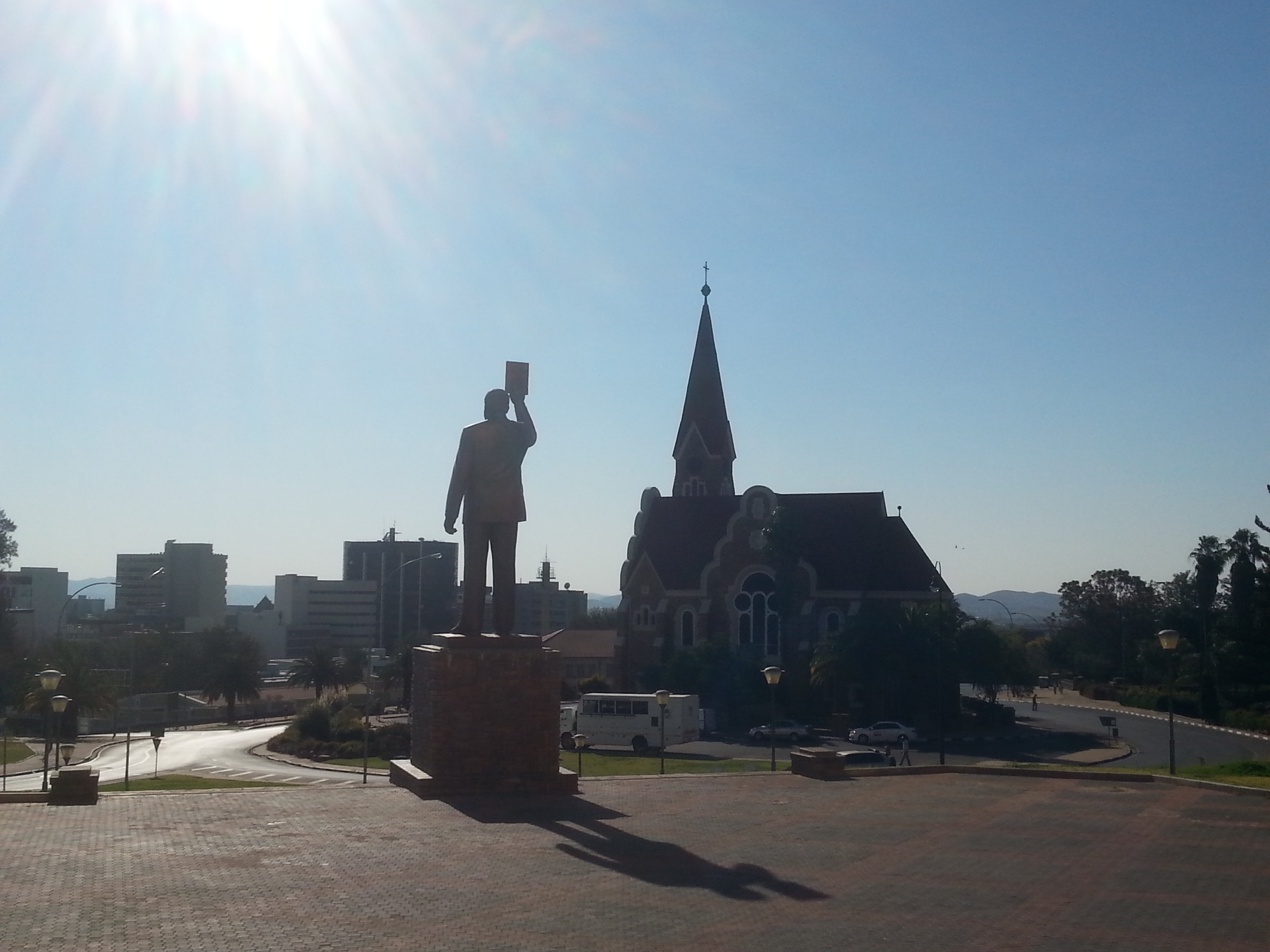
Ansicht (2014) des historischen Standorts des Reiterdenkmals (jetzt mit Statue von Sam Nujoma)